# Noh Hyun-Shuk
Noh Hyun-Shuk (10 de octubre de 1966) fue un jugador de balonmano surcoreano. Fue un componente de la selección de balonmano de Corea del Sur.
Con la selección ganó la medalla de plata en los Juegos Olímpicos de Seúl 1988.